# ليو فيتزموريس
ليو فيتزموريس (بالإنجليزية: Leo Fitzmaurice)‏ هو فنان بريطاني، ولد في 1963 في شروبشاير في المملكة المتحدة.

## وصلات خارجية
- الموقع الرسمي